# Where Love Leads
Where Love Leads è un film muto del 1916 sceneggiato e diretto da Frank C. Griffin.

## Produzione
Il film fu prodotto dalla Fox Film Corporation.

## Distribuzione
Distribuito dalla Fox Film Corporation, il film uscì nelle sale cinematografiche USA il 12 giugno 1916.